# Dossenheim-Kochersberg
 Dossenheim-Kochersberg (en alsacià Doosne) és un municipi francès, situat a la regió del Gran Est, al departament del Baix Rin. L'any 1999 tenia 180 habitants.
Forma part del cantó de Bouxwiller, del districte de Saverne i de la Comunitat de comunes del Kochersberg.

## Demografia
| 1962 | 1968 | 1975 | 1982 | 1990 | 1999 |
| ---- | ---- | ---- | ---- | ---- | ---- |
| 122  | 126  | 143  | 134  | 146  | 180  |

## Administració
| Període | Identitat        | Partit |
| ------- | ---------------- | ------ |
| 2001-   | Jean-Paul Ulrich |        |